# Wola Bachorska
Wola Bachorska [pronunciación en polaco: /ˈvɔla baˈxɔrska/] es un pueblo en el distrito administrativo de Gmina Buczek, dentro del condado de Łask, Voivodato de Łódź, en el centro de Polonia. Se encuentra a unos 4 kilómetros al este de Buczek, a 11 kilómetros al sureste de Łask, y a 36 kilómetros al suroeste de la capital regional Łódź.